# MTV Europe Music Awards 2020
Gli MTV Europe Music Awards 2020 si sono svolti l'8 novembre 2020. Quest'edizione, a causa della pandemia di COVID-19 che ha investito tutta l'Europa, si è svolta senza pubblico con esibizioni registrate in diverse location, tra cui Budapest e Londra. A condurre lo show, in uno studio virtuale dalla capitale inglese, è stato il girl group britannico Little Mix.
La lista delle candidature è stata resa nota il 6 ottobre 2020: Lady Gaga si è contesa il maggior numero di nomination della serata (7), seguita dai BTS e da Justin Bieber (5). A ricevere il maggior numero di premi nella serata sono stati i BTS, che ne hanno ottenuti 4.
Inoltre quest'anno sono state presentate tre nuove categorie: Best Latin, Video for Good e Best Virtual Live.

## Esibizioni
| Artisti               | Canzoni                          |
| Pre-game show         | Pre-game show                    |
| --------------------- | -------------------------------- |
| Why Don't We          | Fallin' (Adrenaline)             |
| Madison Beer          | Baby                             |
| 24kGoldn              | Mood                             |
| Show principale       |                                  |
| Doja Cat              | Say So                           |
| Jack Harlow           | Tyler Herro Whats Poppin         |
| Sam Smith             | Diamonds                         |
| David Guetta e Raye   | Let's Love                       |
| Maluma e Aya Nakamura | Djadja (Remix) Hawái             |
| DaBaby                | Rockstar Blind Practice          |
| Little Mix            | Sweet Melody                     |
| Alicia Keys           | Love Looks Better                |
| Tate McRae            | You Broke Me First               |
| Karol G               | Bichota                          |
| Yungblud              | Cotton Candy Strawberry Lipstick |
| Zara Larsson          | Wow                              |

## Nomination
In grassetto sono evidenziati i vincitori.

### Best Song
BTS – Dynamite
- DaBaby (feat. Roddy Ricch) – Rockstar
- Dua Lipa – Don't Start Now
- Lady Gaga e Ariana Grande – Rain on Me
- Roddy Ricch – The Box
- The Weeknd – Blinding Lights

### Best Video
DJ Khaled (feat. Drake) – Popstar
- Billie Eilish – Everything I Wanted
- Cardi B (feat. Megan Thee Stallion) – WAP
- Karol G e Nicki Minaj – Tusa
- Lady Gaga e Ariana Grande – Rain on Me
- Taylor Swift – The Man
- The Weeknd – Blinding Lights

### Best Artist
Lady Gaga
- Dua Lipa
- Harry Styles
- Justin Bieber
- Miley Cyrus
- The Weeknd

### Best Group
BTS
- 5 Seconds of Summer
- Blackpink
- Chloe x Halle
- CNCO
- Little Mix

### Best New
Doja Cat
- Benee
- DaBaby
- Jack Harlow
- Roddy Ricch
- Yungblud

### Best Collaboration
Karol G e Nicki Minaj – Tusa
- Blackpink e Selena Gomez – Ice Cream
- Cardi B (feat. Megan Thee Stallion) – WAP
- DaBaby (feat. Roddy Ricch) – Rockstar
- Justin Bieber (feat. Quavo) – Intentions
- Lady Gaga e Ariana Grande – Rain on Me
- Sam Smith e Demi Lovato – I'm Ready

### Best Pop
Little Mix
- BTS
- Dua Lipa
- Harry Styles
- Justin Bieber
- Katy Perry
- Lady Gaga

### Best Hip-Hop
Cardi B
- DaBaby
- Drake
- Eminem
- Megan Thee Stallion
- Roddy Ricch
- Travis Scott

### Best Rock
Coldplay
- Green Day
- Liam Gallagher
- Pearl Jam
- Tame Impala
- The Killers

### Best Latin
Karol G
- Anuel AA
- Bad Bunny
- J Balvin
- Maluma
- Ozuna

### Best Alternative
Hayley Williams
- Blackbear
- FKA twigs
- Machine Gun Kelly
- The 1975
- Twenty One Pilots

### Best Electronic
David Guetta
- Calvin Harris
- Kygo
- Marshmello
- Martin Garrix
- The Chainsmokers

### Best Virtual Live
BTS – Map of the Soul Concert Live Stream
- J Balvin – Behind the Colores Live Experience
- Katy Perry – @ Tomorrow Land Around the World
- Little Mix – UNCancelled
- Maluma – Papi Juancho Live
- Post Malone – Nirvana Tribute

### Video for Good
H.E.R. – I Can't Breathe
- Anderson Paak – Lockdown
- David Guetta e Sia – Let's Love
- Demi Lovato – I Love Me
- Jorja Smith – By Any Means
- Lil Baby – The Bigger Picture

### Best Push
Yungblud
- AJ Mitchell
- Ashnikko
- Benee
- Brockhampton
- Conan Gray
- Doja Cat
- Georgia
- Jack Harlow
- Lil Tecca
- Tate McRae
- Wallows

### Biggest Fans
- BTS
- Ariana Grande
- Blackpink
- Justin Bieber
- Lady Gaga
- Taylor Swift

## Nomination regionali

### Europa

#### Best UK & Ireland Act
Little Mix
- Dave
- Dua Lipa
- Harry Styles
- Stormzy

#### Best Nordic Act
Zara Larsson (Svezia)
- Branco (Danimarca)
- Gilli (Danimarca)
- Alma (Finlandia)
- Kygo (Norvegia)

#### Best German Act
Fynn Kliemann
- Apache 207
- Lea
- Nico Santos
- Shirin David

#### Best Dutch Act
Emma Heesters
- Davina Michelle
- Tabitha
- Bilal Wahib
- Suzan & Freek

#### Best Belgian Act
Angèle
- IBE
- Blackwave.
- OT
- Lost Frequencies

#### Best Swiss Act
Loredana
- Seven
- Bligg
- Loco Escrito
- Pronto

#### Best French Act
M. Pokora
- Soprano
- Slimane & Vitaa
- Maître Gims
- Aya Nakamura

#### Best Italian Act
Diodato
- Elettra Lamborghini
- Levante
- Irama
- Random

#### Best Spanish Act
La La Love You
- Leiva
- Don Patricio
- Aitana
- Carolina Durante

#### Best Portuguese Act
Fernando Daniel
- Bárbara Bandeira
- Diogo Piçarra
- Bispo
- Dino D'Santiago

#### Best Polish Act
Margaret
- Quebonafide
- Krzysztof Zalewski
- Daria Zawiałow
- Sanah

#### Best MTV Russia Act
Niletto
- Cream Soda
- Morgenštern
- Klava Koka
- Maniža

#### Best Hungarian Act
Dzsúdló
- Irie Maffia
- ByeAlex és a Slepp
- Viktoria Metzker
- Carson Coma

#### Best Israeli Act
Noa Kirel
- Carakukly
- Eden Hason
- Noga Erez
- Noroz and Boi Ecchi

### Africa

#### Best African Act
Master KG
- Burna Boy
- Rema
- Kabza de Small e DJ Maphorisa
- Sheebah
- Gaz Mawete

### Asia

#### Best Indian Act
Armaan Malik
- Divine
- Kaam Bhaari
- Prabh Deep
- Siri & Sez on the Beat

#### Best Japanese Act
Official Hige Dandism
- Hiraidai
- Punpee
- Rei
- Yorushika

#### Best Southeast Asian Act
Jack (Vietnam)
- Agnez Mo (Indonesia)
- Benjamin Kheng (Singapore)
- Ben&Ben (Filippine)
- K-Clique (Malaysia)
- Violette Wautier (Thailandia)

#### Best Korean Act
Stray Kids
- Astro
- Everglow
- Kard
- Victon

#### Best Greater China Act
R1SE (Cina)
- AGA (Hong Kong)
- Feng Timo (Cina)
- Waa Wei (Taiwan)
- Timmy Xu (Cina)

### Australia e Nuova Zelanda

#### Best Australian Act
G Flip
- Baker Boy
- Hayden James
- The Kid Laroi
- Tones and I

#### Best New Zealand Act
Benee
- Baynk
- Jawsh 685
- L.A.B.
- The Naked and Famous

### America

#### Best Brazilian Act
Pabllo Vittar
- Anitta
- Djonga
- Emicida
- Ludmilla

#### Best Latin America North Act
Danna Paola
- Fboi
- Jesse & Joy
- Sofía Reyes
- Zoé

#### Best Latin America Central Act
- Sebastián Yatra
- Camilo
- J Balvin
- Karol G
- Maluma

#### Best Latin America South Act
Lali
- Cazzu
- Khea
- Nicki Nicole
- Tini

#### Best Caribbean Act
Bad Bunny
- Anuel AA
- Ozuna
- Residente
- Rauw Alejandro

#### Best Canadian Act
Johnny Orlando
- Alessia Cara
- The Weeknd
- Justin Bieber
- Jessie Reyez

#### Best US Act
Lady Gaga
- Cardi B
- Megan Thee Stallion
- Miley Cyrus
- Taylor Swift